# Ashete Bekere
Ashete Bekere (née le 17 avril 1988) est une athlète éthiopienne, spécialiste des courses de fond.

## Palmarès
| Date | Compétition                       | Lieu             | Résultat | Épreuve       | Performance     |
| ---- | --------------------------------- | ---------------- | -------- | ------------- | --------------- |
| 2013 | Marathon de Tibériade             | Tibériade        | 1re      | Marathon      | 2 h 40 min 22 s |
| 2013 | Marathon international de la Paix | Košice           | 1re      | Marathon      | 2 h 27 min 47 s |
| 2016 | Semi-marathon de České Budějovice | České Budějovice | 1re      | Semi-marathon | 1 h 10 min 40 s |
| 2018 | Marathon de Valence               | Valence          | 1re      | Marathon      | 2 h 21 min 14 s |
| 2019 | Marathon de Rotterdam             | Rotterdam        | 1re      | Marathon      | 2 h 22 min 55 s |
| 2019 | Marathon de Berlin                | Berlin           | 1re      | Marathon      | 2 h 20 min 14 s |
| 2021 | Marathon de Londres               | Londres          | 3e       | Marathon      | 2 h 18 min 18 s |
| 2024 | Marathon de Rotterdam             | Rotterdam        | 1re      | Marathon      | 2 h 19 min 30 s |
| 2024 | Marathon de Chicago               | Chicago          | 8e       | Marathon      | 2 h 23 min 10 s |